# Le Champion du monde
Pour plus de détails, voir Fiche technique et Distribution.
Le Champion du monde (Чемпион мира, Champion du monde) est un film russe réalisé par Alexeï Sidorov, sorti en 2021,.

## Synopsis
Le film a pou sujet la confrontation entre Anatoli Karpov et Viktor Kortchnoï lors du Championnat du monde d'échecs 1978.

## Fiche technique
- Photographie : Mikhaïl Milachine
- Musique : Artiom Vassiliev
- Décors : Sergueï Aguine, Ouliana Polianskaïa
- Montage : Dmitri Korabelnikov

## Distribution
- Ivan Yankovski : Anatoli Karpov
- Constantin Khabenski : Viktor Kortchnoï
- Vladimir Vdovitchenkov : Gradov
- Fiodor Dobronravov : Evgueni Karpov
- Viktor Soukhoroukov : Viktor Batourinski
- Diana Pojarskaïa : Veronika
- Alexandre Filippenko : Léonid Brejnev
- David Brodsky : Boris Zelenine
- Viktor Dobronravov : Sergueï Maximov
- Mikhail Troïnik : Iouri  Balachov
- Anatoli Kot : Igor Zaïtsev
- Anton Bogdanov : Vassili Brykine
- Zourab Miminochvili : Alexandre Gouladzé
- Vladimir Zaïtsev : Aranovitch
- Dmitri Iossifov : Mikhaïl Tal
- Dmitri Miller : Vitali  Sevastianov
- Igor Khripounov : Filippov
- Larissa Chakhvorostova : Nina Karpova
- Daniil Kolmogorov : Tolia Karpov
- Mark Noble : Lothar Schmid
- Pekka Strang : Bobby Fischer
- Josefin Asplund : Paola
- Peter Seaton-Clark : Godfrey
- Anastasia Alexeïeva : petit rôle
- Rubio Alonso : journaliste à Cordoue
- Daniar Alchinov : le capitaine Romeo
- Grant Amiryan : petit rôle
- Armen Ananikyan : Tigran Petrossiann
- Vladimir Andreïev  : directeur à Loujniki
- Elena Anichtchenko : la secrétaire du ministre des Sports
- Leon Avtaev : joueur d'échec
- Evgueni Tchoupine : grand maître
- Reilly Costigan : Michael Stean
- Radoje Cupic : Bojidar Kajitch
- Lorenzo de Chosica : commentateur espagnol
- Igor Dneprov : correspondant
- Nikolaï Drozdovski : le parapsychologue de Kortchnoï
- Pascal Durier : Max Euwe
- Sergueï Guenkine : le compagnon de chambre d'Evgueni Karpov à l'hôpital
- Alexandre Gorelov : Lev Polougaïevski
- Anastasia Imamova : le comptable
- Nicolas Iturrieta : le mentor spirituel
- Artur Ivanov : le traducteur en cabine (voix)
- Grant Kagramanyan : joueur d'échec
- Mikhaïl Kalinitchev : un spectateur à Zlatooust
- Alexandre Kan : le président Marcos
- Vladimir Khaltourine : Boris Spassky
- Aliona Kim : Marisol
- Igor Kim : le chauffeur
- Junsuke Kinoshita : Florencio Campomanes
- Anton Konovalov : joueur d'échecs
- Denis Kotov : correspondant à un tournoi d’échecs
- Vladislav Koudriaïev : petit rôle
- Danilo Lange : Wolfgang Unzicker
- Alexandre Lachko : correspondant
- Anton Lounine : photographe de mariage
- Vincent Wilson Molly : journaliste à Barcelone
- Alexeï Miatchikov : Taraki
- Dmitri Oleïnikov : commentateur de télévision
- Rolando Perez : García Martínez
- Ivan Perkovic : Fragella
- Cecile Plage : journaliste au centre de presse
- Anatoli Popov : le docteur
- Kirill Popov :
- Dmitri Romanov : visiteur du chamionnat
- Oleg Chapkov : Jaeger
- Fanis Chaïdoulline : ouvrier
- Sergueï Shokolov : l'assistant de Brejnev
- Alexeï Sitkine : petit rôle
- Sergueï Stegaïlov : joueur d'échec
- Sergueï Taktarov :
- Vladimir Tachlykov : le professeur Melnikov
- Arseni Topolaga : Pavel
- Vartan Torossian : l'assistant du directeur
- Gocha Torvitch : l'opérateur du télégraphe
- Alianoura Tretiakova : Imelda Marcos
- Viktor Vinogradov : officiel des sports
- Piotr Vins : Jacob Murey
- Amalia Vorobiova : joueur d'échec
- Colin Jonathan Ward : Albéric O'Kelly
- John Warren : Raymond Keene
- Igor Zakharov : Grigori Naoumovitch
- Irina Zamoula : la correspondante française